# بولو بارنز
بولو بارنز (بالإنجليزية: Polo Barnes)‏ هو عازف ساكسفون أمريكي، ولد في 22 نوفمبر 1901 في نيو أورلينز في الولايات المتحدة، وتوفي بنفس المكان في 3 أبريل 1981.

## وصلات خارجية
- بولو بارنز على موقع ميوزك برينز (الإنجليزية)